# Schisandraceae
Schisandraceae es una familia de Angiospermas del Orden Austrobaileyales. Consta de tres géneros con unas 84 especies, que se distribuyen principalmente por el sureste de Asia, Siberia occidental y Japón; algunas especies en el sureste de los Estados Unidos, México oriental, Cuba, Haití y la República Dominicana. El concepto que aquí se muestra incluye las antiguas Illiciaceae.

## Descripción
- Árboles pequeños, arbustos y bejucos o trepadoras sarmentosas, aromáticas, glabras, de hasta 25 m.
- Hojas simples, ovadas a ovado-oblongas, alternas, espirales (rara vez dísticas), a veces agrupadas apicalmente, pecioladas, sin estípulas, coriáceas a cartáceas, margen denticulado a sinuado, a veces entero.
- Tallos con nodos unilacunares, con cilindro vascular, elementos del esclerénquima fibrosos, con o sin ramificaciones.
- Inflorescencias axilares, supraaxilares o subterminales, flores solitarias, pareadas o a veces en glomérulo.
- Plantas monoicas o dioicas, con flores unisexuales o hermafroditas, actinomorfas.
- Flores pequeñas, blancas, verdosas, amarillo crema, anaranjadas, a veces rosas o rojas, receptáculo cónico, corto, a veces muy modificado, tépalos 5-30(-33), en (1-)2-3 verticilos, elípticos a obovados, los más externos e internos frecuentemente reducidos en tamaño y de textura diferente, estambres 4-50(-80), de desarrollo centrípeto, filamentos cortos, soldados en la base o libres, anteras tetrasporangiadas, basifijas, ovado-oblongas a lanceolado-oblongas, antrorsas a latrorsas, tecas lateralmente dehiscentes longitudinalmente, conectivo de ligeramente hinchado a muy ampliado, a veces apicalmente sobresaliente; gineceo superior, (5-)7-100(-300) carpelos ovoides a obovoides, en espiral sobre el receptáculo, formando una masa elipsoidal a subglobosa, o bien en un verticilo, estilo subulado a cónico, estigma  subpeltado con un par de crestas ventrales, 1-5(-11) óvulos por carpelo, anátropos, crasinucelados, bitégmicos, péndulos o unidos ventralmente.
- Fruto en baya o folículo múltiple, cada baya subglobosa a elipsoide; pericarpo suculento, rojo o púrpura oscuro.
- Semillas 1-5(-11) por fruto, subglobosas a ovoides o reniformes, aplanadas, con la testa dura o quebradiza, lisa, rugulosa o tuberculada, endospermo abundante, oleoso, embrión pequeño.
- Polen globular a oblato, hexacolpado, a veces tricolpado, 3 colpos convergentes (sincolpado) en el polo distal; exina semitectada-reticulada, muros altos, endexina continua.
- Número cromosómico: n = 14, 2n = 28; n = 13 (Schisandra coccinea, Illicium floridanum); x = 7 probablemente.

## Ecología
Se encuentran en las selvas perennifolias de regiones cálidas y subtropicales en Asia y América, habiendo llegado algunas especies a colonizar bosques de caducifolias y aciculifolias de zonas templadas en el noreste de Asia o selvas húmedas de altura (1000-2400 m) en Java y en Malasia. Las flores de I. floridanum son llamativas, rojas o púrpuras y huelen a pescado, siendo polinizadas por diversos insectos, particularmente dípteros. Otras especies tienen flores menos atractivas y sus agentes polinizadores son desconocidos, si bien se presume que sean insectos. Las semillas de Illicium son expulsadas de los folículos, presentando hidrocoria o posiblemente zoocoria.

## Fitoquímica
Alcaloides, mono- y sesquiterpenos (particularmente del tipo de la anisatina en Illicium), neolignanos del tipo del dibenzociclooctano y alilfenoles presentes; escasos flavonoides, lignanos y neolignanos del tipo del dibenzilbutano y del diariltetrahidrofurano. Flavonas ausentes. Secotriterpenoides de interés quimiotaxonómico tipo arisanlactonas, por ejemplo la Arisanlactona A:.

Arisanlactona A, un secotriterpenoide de Schisandra arisanensis

## Usos
La única especie con interés económico es el badián, cuyos frutos se conocen como anís estrellado, badiana o badiana de China, Illicium verum, originaria de Asia oriental, cuyos frutos, de sabor a anís, se usan como condimento y en infusión. Véanse los datos sobre toxicidad de otras especies en el género Illicium. De otras dos especies, Kadsura heteroclita y Schisandra chinensis, se usan los frutos secos en la medicina tradicional asiática. Algunas especies tienen uso como ornamentales.

## Posición sistemática
La división actual de la familia no permite distinguir con claridad entre los géneros Kadsura y Schisandra, por lo que son de esperar modificaciones sistemáticas.
Tradicionalmente, estos tres géneros se incluían en las Magnoliaceae en sentido amplio, pero luego se separaron en dos familias, las Illiciaceae (con Illicium) y las Schisandraceae (con Schisandra y Kadsura) en un Orden Magnoliales o Annonales. En los sistemas modernos se juntan con las Illiciaceae para formar un orden Illiciales o, como se sigue aquí, se combinan con esta última para formar una única familia. La familia sería el grupo hermano de las Trimeniaceae. El APW (Angiosperm Phylogeny Website) considera que se trata de una familia del Orden Austrobaileyales, junto con las familias Trimeniaceae y Austrobaileyaceae (cf. AP-website).

## Táxones incluidos
Introducción teórica en Taxonomía

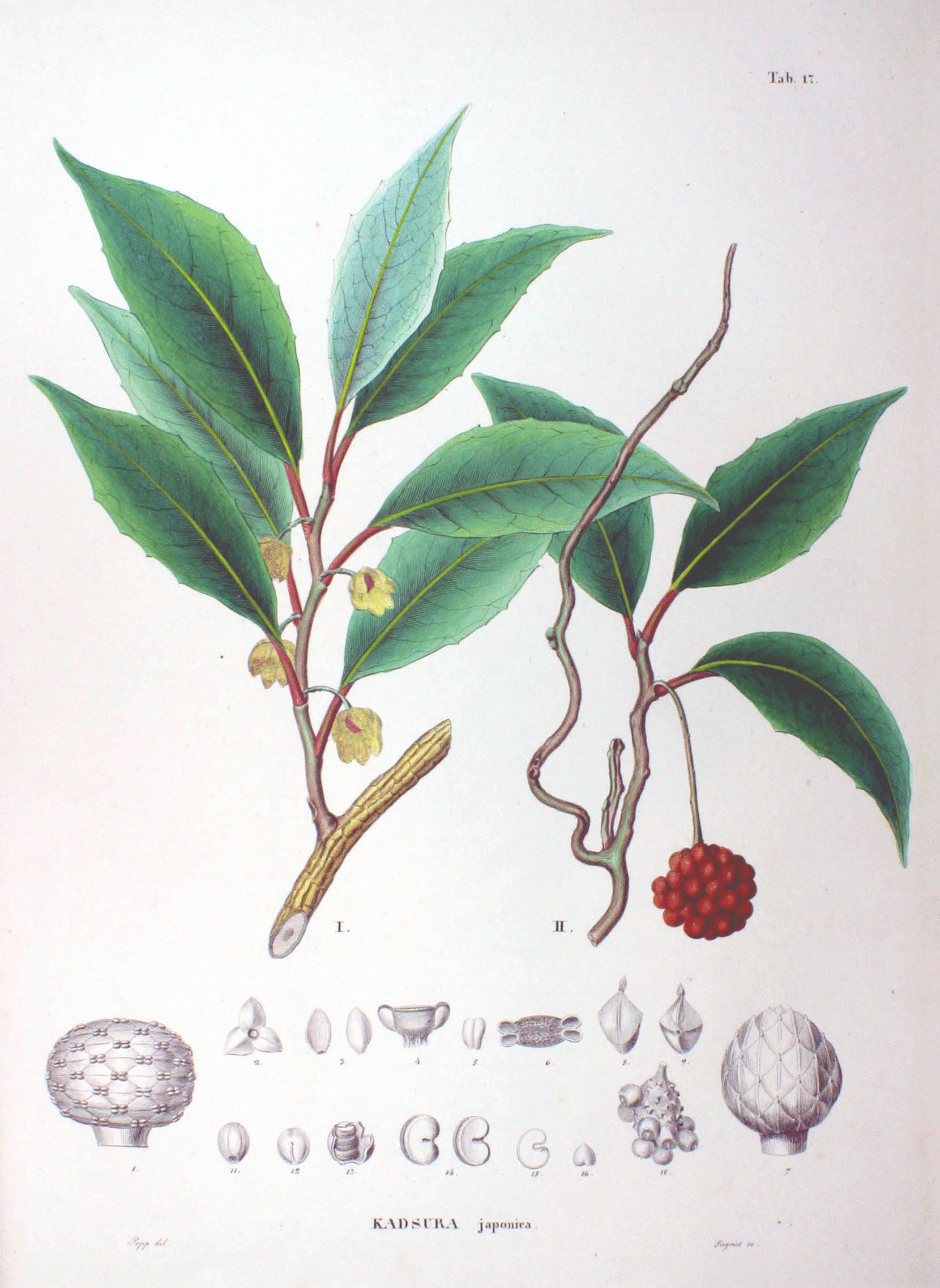
Hojas e infrutescencia de K. japonica

- Arbusto o arbolito. Flores hermafroditas. Carpelos (5-)7-15(-21) en un verticilo. Óvulo 1 por carpelo. Fruto en folículo múltiple.

Género Illicium L., 1759
Unas 45 especies del sureste de Asia, sureste de Estados Unidos, México oriental, Cuba, Haití y la República Dominicana.
- Bejuco o trepadora sarmentosa. Flores unisexuales. Carpelos 12-100(-300) en espiral. Óvulos 2-5(-11) por carpelo. Fruto en baya múltiple.

- Receptáculo obovoide, clavado o elipsoide, agrandado en fruto; baya múltiple globosa o elipsoide; (1-)2-5(-11) semillas por baya simple.

Género Kadsura Kaempf. ex Juss., 1810
Unas 16 especies en Asia oriental y meridional.
- Receptáculo cónico a cilíndrico, muy alargado en fruto, las bayas agrupadas o esparcidas sobre él; (1-)2(-3) semillas por baya simple.

Género Schisandra Michx., 1803
Unas 23 especies en Asia oriental y meridional, excepto una especie en el sureste de Estados Unidos.